# Wingham Dome
Der Wingham Dome ist ein 50 km langer, 30 km breiter und 600 m hoher Eisdom an der Walgreen-Küste des westantarktischen Marie-Byrd-Lands. Er bildet den südöstlichen Teil der Bear-Halbinsel.
Der United States Geological Survey kartierte ihn anhand von Luftaufnahmen der Operation Highjump aus dem Jahr 1947 und der United States Navy aus dem Jahr 1966. Das UK Antarctic Place-Names Committee benannte ihn im März 2022 nach dem britischen Physiker Duncan Wingham (* 1957) vom University College London, Vorsitzender des Natural Environment Research Council, Gründungsdirektor des Centre for Polar Observation & Modelling und leitender Wissenschaftler der CryoSat-Mission.